# Andreaea subremotifolia
Andreaea subremotifolia är en bladmossart som beskrevs av Hugh Neville Dixon 1920. Andreaea subremotifolia ingår i släktet sotmossor, och familjen Andreaeaceae. Inga underarter finns listade i Catalogue of Life.